# Маунт-Каргилл
Маунт-Каргилл, Капука-Таумахака (англ. Mount Cargill, маори Kapuka-taumahaka) — гора в регионе Отаго.
Высота над уровнем моря — 680 м. Маунт-Каргилл представляет собой обнажение вулканических пород. Гора является частью потухшего щитовидного вулкана, образовавшегося около 10 млн. лет назад.
Маунт-Каргилл расположен в 15 км к северу от центра Данидина, являясь одним из символов города. Своё английское название гора получила в честь Уильяма Каргилла, основавшего первое европейское поселение в Отаго.
У горы имеется несколько вершин, на наиболее высокой установлен телепередатчик высотой 104,5 м, самое высокое сооружение Данидина.
С вершин Маунт-Каргилла открывается живописная панорама на город и океан, что делает гору популярным туристическим аттракционом.